# 味千（中国）

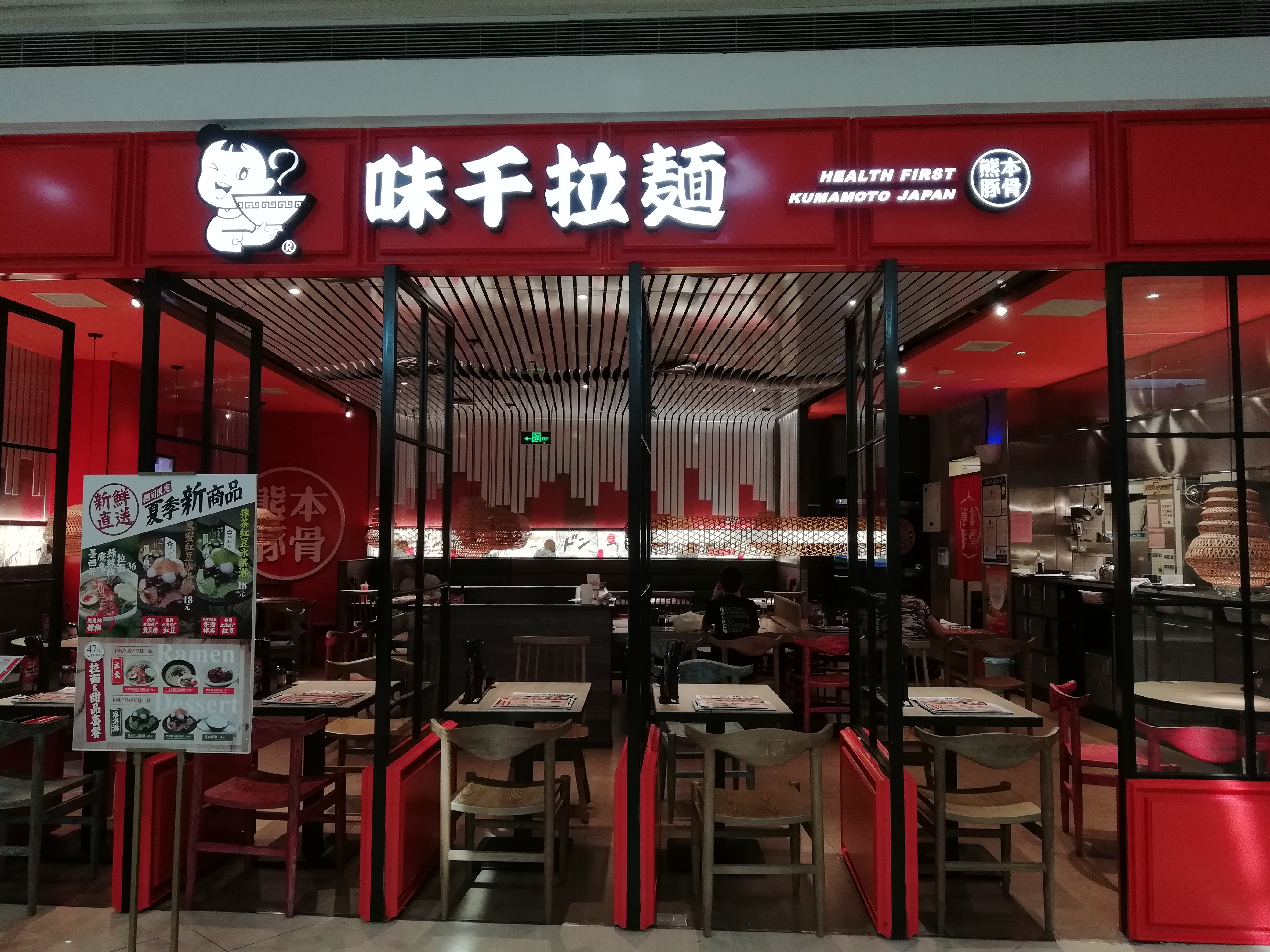
味千拉面在中國苏州印象城的分店

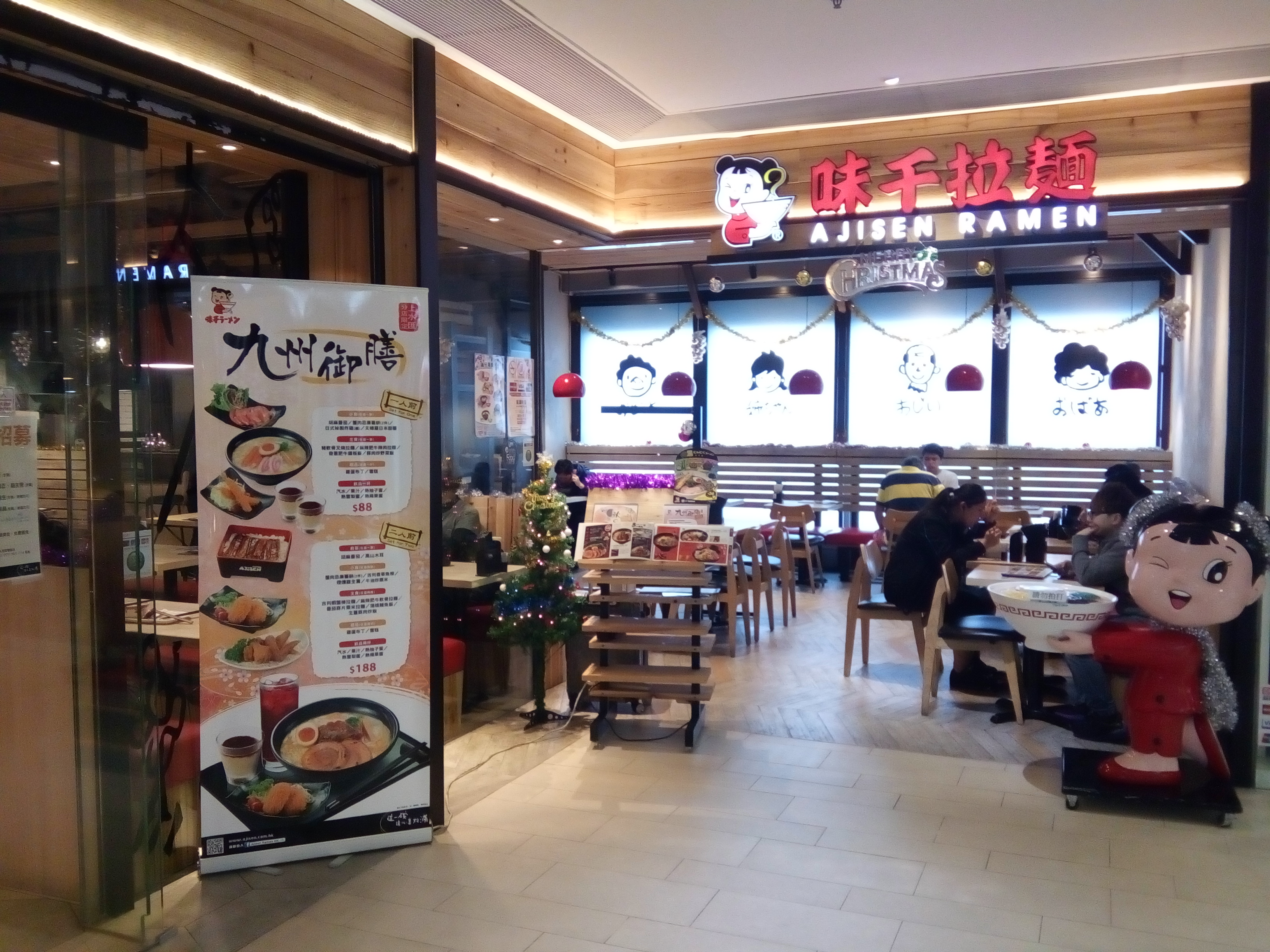
味千拉面在香港上水匯的分店

味千（中國）控股有限公司（港交所：0538）是一家在香港交易所上市的公司，公司创始人是女性企業家潘慰與鄭威濤。公司主要業務是以味千拉面品牌在中國大陸及香港銷售日式拉麵和日本菜式，首家味千（中國）旗下的味千拉麵店在1996年在香港銅鑼灣開幕，而其徽號是妹妹攜帶碗麵圖案。

## 品牌来源
味千拉面一直试图打造其为日本餐饮连锁的形象，其实味千（中国）只是其中国大陆和香港的代理。味千拉麵确实起源于日本，分店僅有八十多家，主要集中在熊本县，潘慰取得了代理权后，在中国将其打造成为大型餐饮企业。

## 投資項目
2015年7月30日，味千中國和漢能投資集團分別以6000萬美元（4.68億港元）和1000萬美元（7780萬港元）投資百度旗下百度外賣，百度外賣主要提供網絡外賣訂餐服務。

## 相關事件

### 骨汤门
味千拉面号称猪骨熬制的面汤，后被确认为是由汤粉、汤料调制出来的，远达不到其宣称的含钙量标准，且基本为中国境内生产。
味千（中國）於2007年3月30日上市，招股價為5.47港元，集資15.9億元。事件发生后，味千的股价在一年内下跌约一半。

### 自爆CFO虧空公款
味千（中國）2018年發公告稱，當時的首席財務官劉家豪涉嫌挪用公司全資子公司味千中國集團管理的資金，涉及179.5萬元，並已報警。味千（中國）董事會更於2018年12月14日議決，立即罷免劉家豪為首席財務官及多間附屬公司的公司秘書職務，即時生效。 而據味千2017年年報，劉家豪當時43歲， 同時為另一香港上市公司和嘉資源（0704）的獨立董事，並於審計、財務及商業諮詢方面擁有超過15年經驗。劉家豪回覆《信報》查詢時表示，未知悉公司罷免其職務，並稱處於病假休息中，對於公司指控其涉嫌挪用公司資金，他卻指出醫生認為他患有思覺失調和精神病，分不清現實，並需靠妻子提醒其服藥（一周服三次），並聲稱公司及警方未與其聯絡，而其領 病假前一周曾與公司就僱用合約問題出現爭執，與公司關係已轉差。甚有羅生門味道。
2019年3月13日，味千集團等3間公司（味千集團管理有限公司、味千中國集團管理有限公司及味千集團的全資附屬公司福彩有限公司）入稟高等法院，進一步指控劉家豪將贓款給予一名女子林純純購入元朗兩幢獨立屋，要求法庭下令劉家豪賠償贓款及已支薪金合共超過3,314萬港元，並下令沽出上述獨立屋償還予味千集團。 入稟狀稱，劉家豪於2012年至2018年間，以假支票挪用味千集團管理有限公司及味千中國集團管理有限公司合共逾2,441萬港元公款，予林純純買入元朗加州花園和加州豪園的獨立屋。味千（中國）同日刊發公告稱，自2018年12月14日起，公司已詳細審查銀行記錄，以確定劉家豪挪用公司資金的數額。根據味千（中國）獲得的有關記錄及其內部評估，味千（中國）相信最多合共約2,363.7萬港元（扣除已付劉家豪的薪金及花紅）已於2012年1月至2018年11月期間遭劉家豪以支票欺詐方式挪用，而預計對上市公司2018年財務影響僅553萬港元，將計入2018年度的員工開支中。公司被挪用公款事件竟歷時長達7年之久，方被發現，此事反映公司存在缺失，故味千已於2019年3月11日委聘獨立顧問公司羅申美諮詢顧問有限公司審查公司的內部監控程序是否存在不足 。

## 外部連結
- 味千拉面-中国网站（页面存档备份，存于）
- 味千拉麵-香港網站（页面存档备份，存于）